# Aineto
Aineto est un village de la province de Huesca, situé une vingtaine de kilomètres au sud-est de la ville de Sabiñánigo. Il compte actuellement 40 habitants (INE, 2013), ce qui en fait le village le plus peuplé de la Guarguera. Habité au moins depuis le Haut Moyen Âge, l'endroit est mentionné pour la première fois dans une source écrite en 1076. L'église paroissiale, dédiée à saint Hippolyte, est actuellement désaffectée. Il n'y avait plus que six habitants à Aineto en 1970, mais le village a fait l'objet d'un mouvement de repeuplement à partir de la fin des années 1970 ; il est actuellement géré par l'association Artiborain, comme ceux d'Artosilla et d'Ibort, en accord avec l'administration.

## Galerie

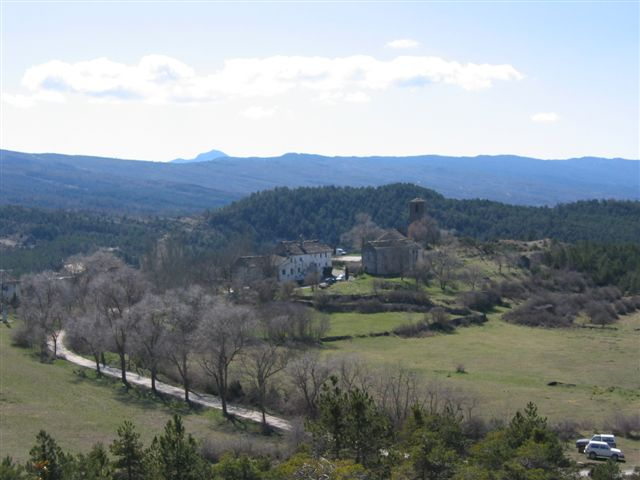
Aineto, 2007.
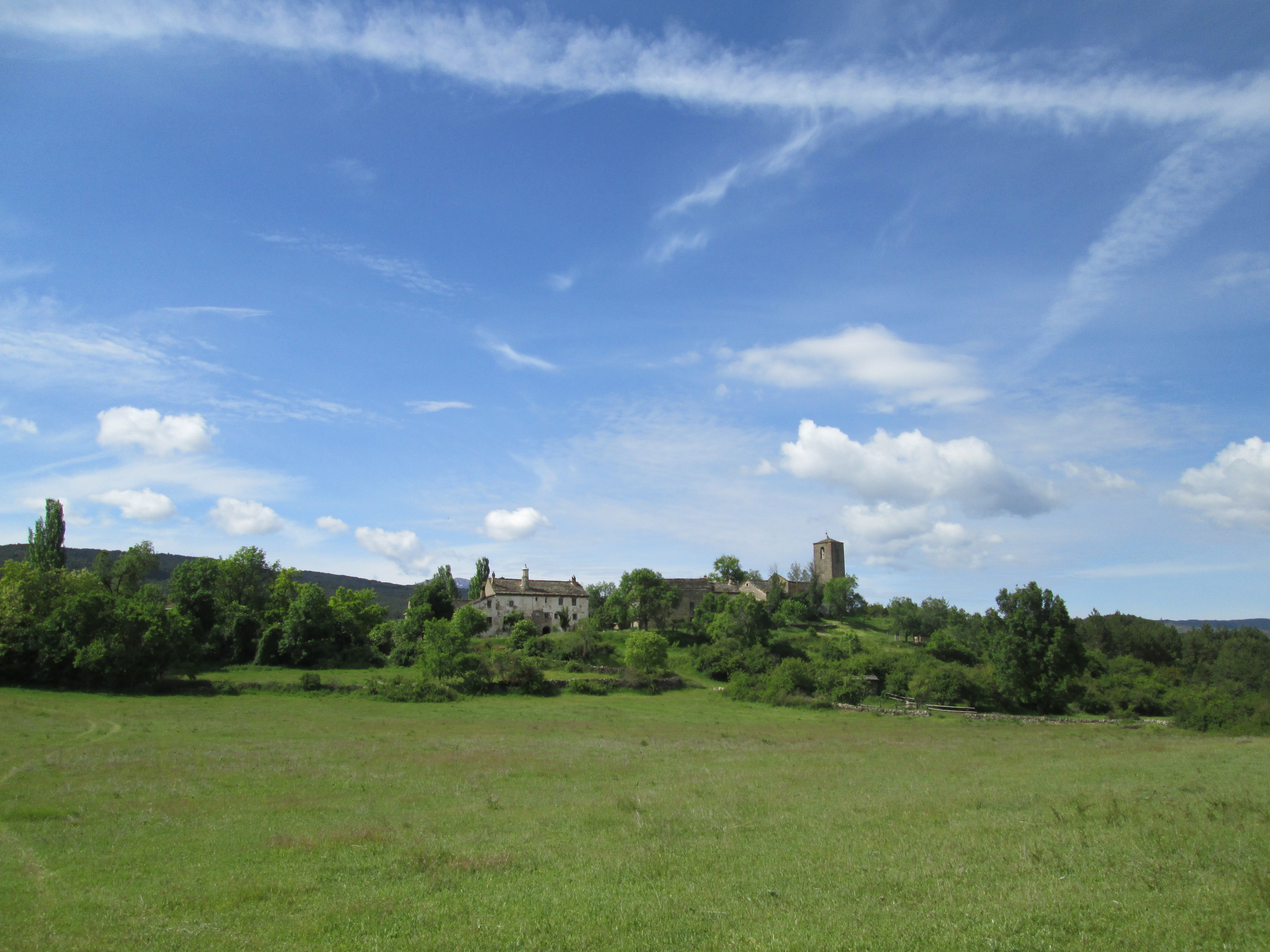
Aineto, 2014.